# Abduqodir Xusanov
Abduqodir Xusanov (auch Abdukodir Khusanov; * 29. Februar 2004 in Taschkent) ist ein usbekischer Fußballspieler, der aktuell bei Manchester City in der Premier League und für die usbekische Nationalmannschaft spielt.

## Karriere

### Verein
Xusanov begann seine fußballerische Karriere in seiner Geburtsstadt, bei Bunyodkor Taschkent. Im März 2022 wechselte er nach Belarus zum FK Enerhetyk-BDU Minsk. Am ersten Spieltag der Saison 2022 debütierte er direkt über 90 Minuten in der Wyschejschaja Liha. Bei einem 4:1-Sieg am sechsten Spieltag erzielte Xusanov sein erstes Tor im Profibereich und verhalf seiner Mannschaft mit zwei zusätzlichen Vorlagen zum Sieg über den FK Njoman Hrodna. Insgesamt lief er im Jahr 2022 27 Mal für den belarussischen Erstligisten auf, schoss drei Tore und legte vier Treffer auf. Mit seiner Mannschaft wurde er Vizemeister und war im Team der Saison der Liga. In der Spielzeit 2023 spielte er bis Anfang Juli achtmal, wobei er einmal traf.
Ende Juli 2023 wechselte er nach Frankreich zum Vizemeister RC Lens. Bei einer 0:1-Niederlage gegen den FC Metz stand er am fünften Spieltag in der Startelf und debütierte somit in der Ligue 1.
Am 29. November 2023 bestritt Xusanov sein erstes UEFA-Klubwettbewerbsspiel bei einer 0:6-Niederlage gegen FC Arsenal in der Gruppenphase der UEFA Champions League. Mit 19 Jahren und 9 Monaten war er der jüngste Usbeke, der sowohl ein Spiel in der UEFA Champions League und einem UEFA-Klubwettbewerb bestritt.
Nach der Gruppenphase der Saison 2023/24 wurde Lens schließlich Gruppendritter und qualifizierte sich damit für die K.o.-Phase der UEFA Europa League 2023/24. Am 15. Februar 2024 spielte Xusanov das Hinspiel des Playoff-Spiels beim 0:0-Unentschieden gegen den SC Freiburg. Zu diesem Zeitpunkt wurde er mit 19 Jahren und 11 Monaten der jüngste Usbeke, der ein Spiel in der UEFA Europa League bestritt.
Am 20. Januar 2025 unterschrieb Xusanov einen Viereinhalbjahresvertrag bei Manchester City und wurde als erster usbekischer Nationalspieler bei einem englischen Premier-League-Verein.

### Nationalmannschaft
Xusanov spielte bereits für diverse Juniorennationalmannschaften Usbekistans. Mit der U20-Mannschaft gewann er 2023 die U20-Asienmeisterschaft, wobei er in allen sechs Spielen durchspielte. Wenige Monate später kam er zudem zu drei Einsätzen bei der U20-WM 2023, bei der sein Team im Achtelfinale ausschied.
Am 11. Juni 2023 kam Xusanov zu seinem Debüt in der A-Nationalmannschaft, als er im ersten Gruppenspiel der Zentralasienmeisterschaft gegen den Oman eingewechselt wurde. Nach zwei weiteren Einsätze Xusanovs im Turnier scheiterte er mit seiner Mannschaft im Finale am Iran.
Im Januar 2024 reiste Xusanov mit der Nationalmannschaft zur Asienmeisterschaft 2023. Sein erstes Spiel im Turnier fand am 13. Januar 2024 gegen Syrien statt, wo er in der Startaufstellung stand und eine gelbe Karte erhielt. Am Ende der Gruppenphase war Usbekistan Gruppenzweiter und erreichte somit die K. o.-Phase. Zusammen mit der Nationalmannschaft erreichte er das Viertelfinale, wo Usbekistan am 3. Februar im Elfmeterschießen gegen Katar ausschied.

## Titel
- U20-Asienmeister: 2023